# 670

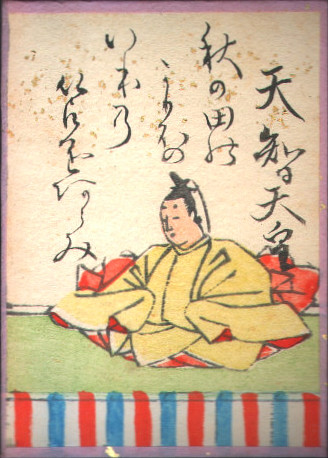
Keizer Tenji van Japan (626-672)

Het jaar 670 is het 70e jaar in de 7e eeuw volgens de christelijke jaartelling.

## Gebeurtenissen

### Byzantijnse Rijk
- Byzantijns-Arabische Oorlog: Constantinopel, hoofdstad van het Byzantijnse Rijk, wordt direct bedreigd door de gecombineerde land- en zeestrijdkrachten van de Arabieren. De Arabische vloot, die na Cyprus ook de strategische eilanden Rhodos, Kos en Chios heeft veroverd, blokkeert de zeeroutes in de Egeïsche Zee naar de Zee van Marmara.

### Brittannië
- 15 februari - Koning Oswiu van Northumbria overlijdt tijdens een pelgrimage naar Rome. Hij wordt begraven in Whitby Abbey (North Yorkshire) en opgevolgd door zijn zoon Ecgfrith. Zijn jongere zoon Aelfwine wordt onderkoning van Deira.

### Europa
- De Bourgondische adel onder leiding van bisschop Leodegarius verslaat bij Autun hofmeier Ebroin. Hij wordt gevangengezet in het klooster van Luxeuil.
- Pepijn van Herstal, hofmeier van Austrasië, trouwt met Plectrudis. Hij verwerft hierdoor bezittingen aan de Moezel en de Eifel (ten westen van de Rijn).

### Afrika
- In Tunesië wordt Kairouan gesticht als garnizoensstad voor de Arabieren. De stad wordt door de Omajjaden centraal bestuurd vanuit Damascus. (waarschijnlijke datum)

### Azië
- In Japan wordt tijdens het bewind van keizer Tenji een volkstelling gehouden, die wordt gebruikt voor belastingdoeleinden.
- De Japanse boeddhistische tempel Horyu-ji wordt door blikseminslag en brand verwoest, maar spoedig herbouwd.

## Religie
- In de abdij van Luxeuil wordt het eerste manuscript met kleine letters (onderkast) vervaardigd.
- De abdij van Disentis (huidige Zwitserland) wordt door de Avaren vernietigd.

## Geboren
- Alpaida, vrouw van Pepijn van Herstal (waarschijnlijke datum)
- Childebert III, koning van het Frankische Rijk (of 683)
- Chilperik II, koning van het Frankische Rijk (overleden 721)
- Drogo, hertog van Champagne en Bourgondië (overleden 708)
- Pirminius, Visigotisch abt (waarschijnlijke datum)
- Tridu Songtsen, koning van Tibet (overleden 704)
- Wihtred, koning van Kent (waarschijnlijke datum)

## Overleden
- Audomarus, bisschop van Thérouanne (waarschijnlijke datum)
- Etto, Iers missionaris (waarschijnlijke datum)
- Fiacrius, Iers kluizenaar (waarschijnlijke datum)
- Hassan ibn Ali (45), kleinzoon van Mohammed
- 15 februari - Oswiu, koning van Northumbria
- 6 september - Theodardus, bisschop van Maastricht (of 668)